# Christian Joakim Klingspor
Christan Joakim Klingspor, född 3 maj 1714 på Askeryd i Östra Husby socken, död 1 juni 1778 på Mauritzberg i Östra Husby socken, var en svensk militär. Han var far till Gert Adolf Klingspor.

## Biografi
Christian Joakim Klingspor var son till överstelöjtnant Staffan Klingspor. Han blev student vid Lunds universitet 1727, volontär vid livregementet till häst 1727, volontär vid livgardet 1732 samt samma år furir, 1734 sergeant, 1735 fänrik och 1741 löjtnant där. 1741 deltog han i hattarnas ryska krig. 1743 blev Klingspor löjtnant vid livregementet till häst, 1744 regementskvartermästare och 1747 ryttmästare där. 1748 blev han överstelöjtnant i hessisk tjänst. Han återvände sedan till Sverige där han 1750 blev major vid livregementet till häst och 1756 överstelöjtnant där. Han deltog i pommerska kriget och under striderna vid Tauschenberg 1760 blev han svårt sårad och tillfångatagen. 1762 erhöll han överstes tur och generalmajors avsked. Christian Joakim Klingspor blev 1748 riddare av Svärdsorden.